# Centrorhynchus indicus
Centrorhynchus indicus är en hakmaskart som beskrevs av Yves-Jean Golvan 1956. Centrorhynchus indicus ingår i släktet Centrorhynchus och familjen Centrorhynchidae. Inga underarter finns listade i Catalogue of Life.